# Europese kampioenschappen veldlopen 2000
De zevende editie van de Europese kampioenschappen veldlopen vond op 10 december 2000 plaats in de Zweedse plaats Malmö.

## Uitslagen

### Mannen Senioren
| Plaats | Atleet               | Land      | Tijd (min.s) |
| ------ | -------------------- | --------- | ------------ |
|        | Paulo Guerra         | Portugal  | 29.29        |
|        | Serhij Lebid         | Oekraïne  | 29.39        |
|        | Driss El Himer       | Frankrijk | 29.45        |
| 4      | Lyes Ramoul          | Frankrijk | 29.47        |
| 5      | Mustapha El Ahmadi   | Frankrijk | 29.47        |
| 6      | Carlos Adan          | Spanje    | 29.48        |
| 7      | Kamiel Maase         | Nederland | 29.49        |
| 8      | Tom Van Hooste       | België    | 29.51        |
| 9      | José Manuel Martínez | Spanje    | 29.52        |
| 10     | Peter Matthews       | Ierland   | 29.53        |

| Plaats | Land                                                                | Punten                 |
| ------ | ------------------------------------------------------------------- | ---------------------- |
|        | Frankrijk Driss El Himer Lyes Ramoul Mustapha El Ahmadi Yann Millon | 3 + 4 + 5 + 11 = 23    |
|        | Spanje Carlos Adan José Manuel Martínez Antonio Jimenez Juan Gomez  | 6 + 9 + 17 + 19 = 51   |
|        | Ierland Peter Matthews Seamus Power Gareth Turnbull Keith Kelly     | 10 + 14 + 23 + 25 = 72 |

### Vrouwen Senioren
| Plaats | Atleet               | Land                | Tijd (min.s) |
| ------ | -------------------- | ------------------- | ------------ |
|        | Katalin Szentgyörgyi | Hongarije           | 16.34        |
|        | Analidia Torre       | Portugal            | 16.35        |
|        | Olivera Jevtić       | Servië              | 16.39        |
| 4      | Zaiha Dahmani        | Frankrijk           | 16.49        |
| 5      | Kathy Butler         | Verenigd Koninkrijk | 16.51        |
| 6      | Monica Rosa          | Portugal            | 16.55        |
| 7      | Anja Smolders        | België              | 16.55        |
| 8      | Liz Yelling          | Verenigd Koninkrijk | 16.55        |
| 9      | Keenan-Buckley       | Ierland             | 16.56        |
| 10     | Analia Rosa          | Portugal            | 16.57        |

| Plaats | Land                                                         | Punten            |
| ------ | ------------------------------------------------------------ | ----------------- |
|        | Portugal Analidia Torre Monica Rosa Analia Rosa              | 2 + 6 + 10 = 18   |
|        | Verenigd Koninkrijk Kathy Butler Liz Yelling Tara Krzywicki  | 5 + 8 + 20 = 33   |
|        | Duitsland Michaela Moller Sabrina Mockenhaupt Susanne Ritter | 13 + 17 + 24 = 54 |

### Mannen Junioren
| Plaats | Atleet               | Land                | Tijd (min.s) |
| ------ | -------------------- | ------------------- | ------------ |
|        | Wolfram Müller       | Duitsland           | 18.58        |
|        | Christopher Thompson | Verenigd Koninkrijk | 19.00        |
|        | Martin Pröll         | Oostenrijk          | 19.05        |
| 4      | Rui Pedro Silva      | Portugal            | 19.10        |
| 5      | Mickael Andre        | Frankrijk           | 19.11        |
| 6      | Bruno Silva          | Portugal            | 19.11        |
| 7      | Mo Farah             | Verenigd Koninkrijk | 19.12        |
| 8      | Aleksandr Sekletov   | Rusland             | 19.16        |
| 9      | Henrik Ahnström      | Zweden              | 19.17        |
| 10     | Benoit Charpantier   | Frankrijk           | 19.26        |

| Plaats | Land                                                         | Punten           |
| ------ | ------------------------------------------------------------ | ---------------- |
|        | Portugal Rui Pedro Silva Bruno Silva Adelino Monteiro        | 4 + 6 + 11 = 21  |
|        | Verenigd Koninkrijk Christopher Thompson Mo Farah Lee Mccash | 2 + 7 + 16 = 25  |
|        | Frankrijk Mickael Andre Benoit Charpantier Guillaume Eraud   | 5 + 10 + 15 = 30 |

### Vrouwen Junioren
| Plaats | Atleet          | Land                | Tijd (min.s) |
| ------ | --------------- | ------------------- | ------------ |
|        | Jéssica Augusto | Portugal            | 12.55        |
|        | Nicola Spirig   | Zwitserland         | 12.56        |
|        | Elvan Can       | Turkije             | 12.56        |
| 4      | Tatyana Chulakh | Rusland             | 12.56        |
| 5      | Juliet Potter   | Verenigd Koninkrijk | 13.02        |
| 6      | Olha Kryvyak    | Oekraïne            | 13.14        |
| 7      | Jane Potter     | Verenigd Koninkrijk | 13.44        |
| 8      | Olesya Dubovik  | Oekraïne            | 13.15        |
| 9      | Collette Fagan  | Verenigd Koninkrijk | 13.55        |
| 10     | Türkan Erismis  | Turkije             | 13.17        |

| Plaats | Land                                                         | Punten            |
| ------ | ------------------------------------------------------------ | ----------------- |
|        | Verenigd Koninkrijk Juliet Potter Jane Potter Collette Fagan | 5 + 7 + 9 = 21    |
|        | Turkije Elvan Can Türkan Erismis Arzu Berk                   | 3 + 10 + 27 = 40  |
|        | Zweden Mia Larsson Ida Nilsson Johanna Nilsson               | 12 + 13 + 24 = 49 |